# Kurma

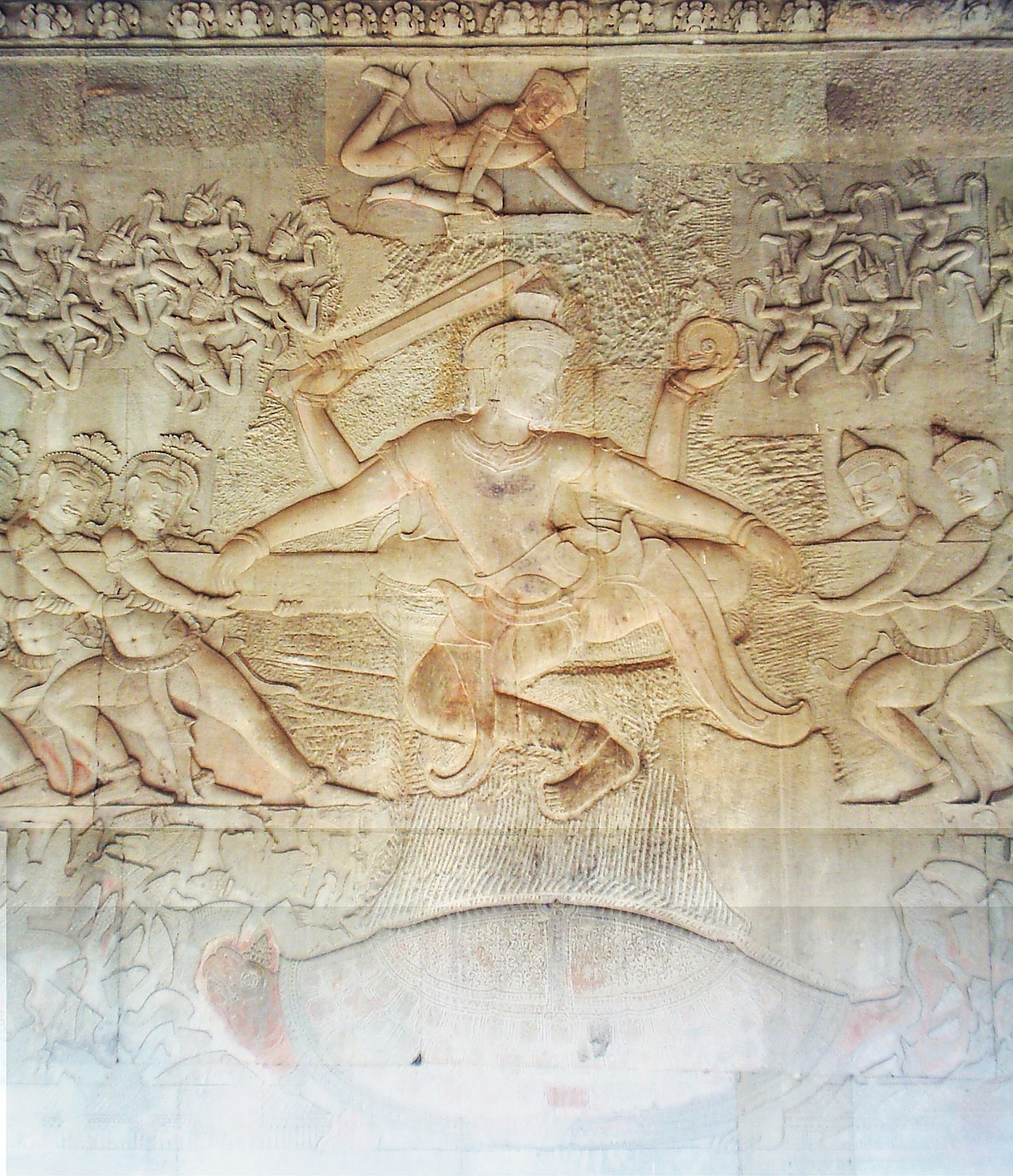
Reif från Angkor Wat, Kambodia, visar i mitten Vishnu med sin avatar Kurma under sig och asura och deva vid sidorna.

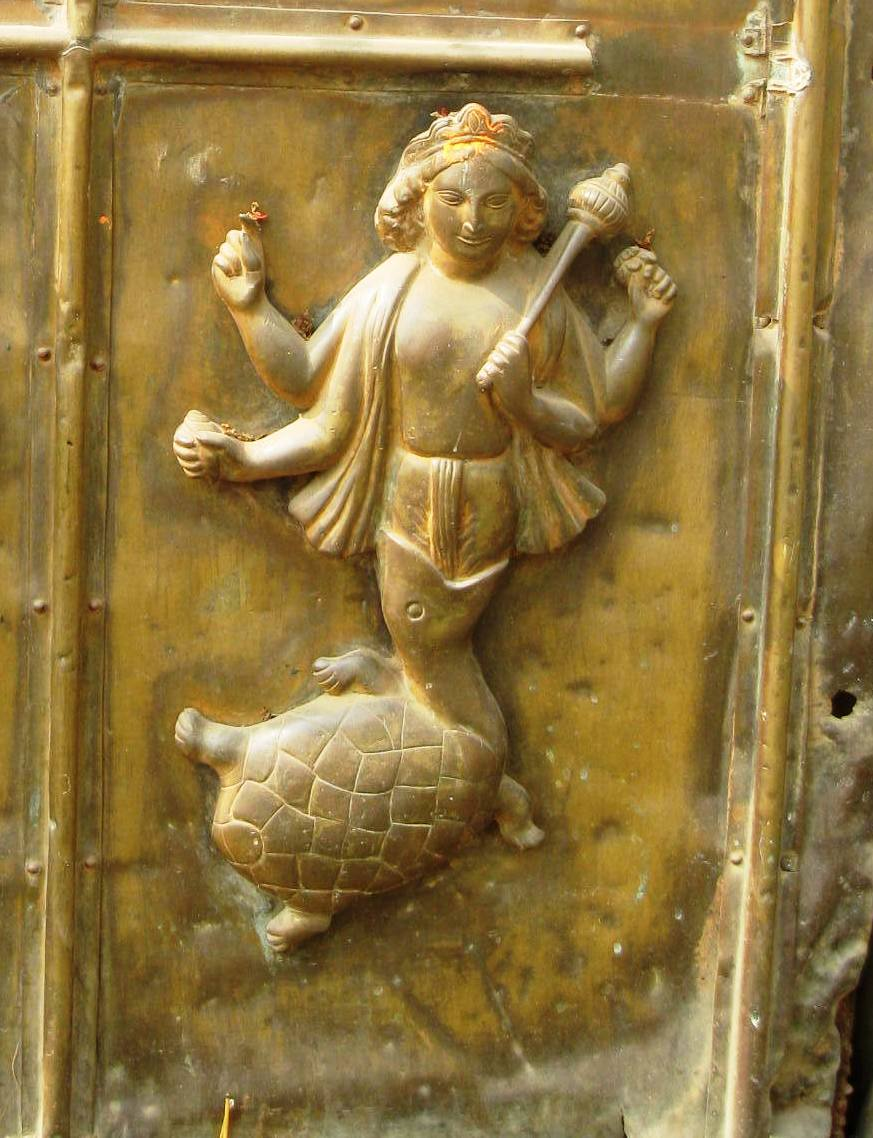
Kurma avatar på en mässingsvagn av Searsole Rajbari, västra Bengal, Indien

Kurma (Sanskrit: कुर्म) är i indisk mytologi guden Vishnus andra inkarnation som sköldpadda. Kurma är en av Vishnus tio avatarer. Kurma betyder sköldpadda på sanskrit.
I konsten avbildas Kurma vanligen som en blandad mänsklig-djurisk form, där den övre hälften är mänsklig, och har samma attribut som Vishnu i människoform, och den undre halvan är sköldpadda.
Vishnu, i sin avatar som Kurma, gjorde det möjligt att kärna Mjölkhavet för att på så vis utvinna drycken, amrita, som ger gudarna odödlighet.